# Hatuey
Hatuey (... – Yara, 2 febbraio 1512) fu un cacique Taino, giustiziato per la sua opposizione alla dominazione spagnola.
Noto per essere stato uno dei primi ad opporsi al colonialismo europeo nel Nuovo Mondo, Hatuey viene ricordato come il primo eroe nazionale cubano.

## Biografia
Nel 1511, quando Diego Velázquez de Cuéllar sbarcò a Cuba per conquistare l'isola e rivendicare le sue ricchezze per la Spagna, Hatuey guidò quattrocento abitanti dall'Hispaniola a Cuba, per avvertire le popolazioni locali dell'imminente pericolo ed organizzare una forma di resistenza. Secondo Bartolomé de Las Casas, Hatuay mise in guardia le popolazioni autoctone mostrando loro una cesta d'oro e d'argento e dichiarando che quelli fossero gli dei degli spagnoli e il motivo per cui combattono e uccidono.
I capi Taino di Cuba non risposero all'appello di Hatuey e solo in pochi si unirono a loro per opporsi ai conquistadores. Ricorrendo a tattiche da guerriglia, Hatuey riuscì a rallentare gli spagnoli per quale tempo e a ucciderne otto. In tutta risposta, gli spagnoli reagirono torturando gli abitanti dei villaggi locali per estorcere loro l'ubicazione del nascondiglio di Hatuey, che riuscirono a trovare e catturare anche grazie all'aiuto dei mastini. Dopo essere stato imprigionato, Hatuey fu legato al rogo per essere arso vivo e de Las Casas racconta che prima che il fuoco fosse appiccato, un prete abbia proposto al Taino di convertirsi al cattolicesimo. Hatuey avrebbe risposto chiedendo se ci fossero gli spagnoli in paradiso e, alla risposta affermativa del prete, rifiutò il battesimo dichiarando di preferire l'inferno all'eventualità di rincontrare i conquistadores in cielo.

## Nella cultura di massa
La cittadina di Hatuey nella Provincia di Camagüey prende il nome dal cacique Taino.
Il nome di Hatuey è stato adottato anche da un marchio di birra prodotto a Santiago di Cuba dal 1927.
Il volto di Hatuey è anche il logo dei sigari e delle sigarette cubane del marchio Cohiba.
La vita e la morte del cacique Taino è il soggetto del film prodotto dai personaggi principali del film di Icíar Bollaín También la lluvia (2010).